# Dichotomius calcaratus
Dichotomius calcaratus es una especie de escarabajo coprófago del género Dichotomius, subfamilia, Scarabaeinae, orden Coleoptera. Fue descrita por Arrow en 1913.

## Descripción
El cuerpo mide 25,0-28,9 mm, con una media de 25,3 mm de longitud.

## Distribución y hábitat
Especie originaria del Neotrópico. Se distribuye por Brasil, Bolivia y Perú. Habita en tierra firme, bosques, sabanas y matorrales en general.